# NGC 5765
NGC 5765 ist ein wechselwirkendes Galaxienpaar zweier Spiralgalaxien im Sternbild Virgo. 
Das Objekt wurde am 24. April 1830 von John Herschel entdeckt.